# Динка (повесть)
Ди́нка — повесть советской писательницы Валентины Осеевой, вышла в 1959 году. У книги имеется вторая часть — «Динка прощается с детством». Обе книги частично автобиографичны.

## Сюжет
Российская империя, начало XX века. Маленькой восьмилетней девочке Динке, проводящей лето на даче, приходится трудно из-за её характера. Подросток Лёнька, сбежавший с ходившей по Волге баржи жадного и жестокого купца, знакомится с Динкой, семья которой связана с «политическими» — революционерами, распространяющими среди рабочих прокламации, и становится активным участником этой деятельности. Дружба с Динкой помогает ему не подвести товарищей, избавиться от шпика и найти свой путь в жизни.

## Экранизации
- 1971 — «Найди меня, Лёня!», реж. Николай Лебедев
- 1983 — «Раннее, раннее утро», реж. Валерий Харченко